# 고병완
고병완(1993년 7월 5일 ~ )은 대한민국의 배우이다.

## 학력
- 2012년 ~ 세종대학교 영화예술학과

## 출연

### 방송

#### 드라마
- 2017년 MBC 《도둑놈, 도둑님》 - 송국현 역
- 2017년 KBS 1TV 《미워도 사랑해》 - 길명조 역

### 공연

#### 뮤지컬
- 2019년 《라면에 파송송》 - 강훈 역